# Alexeï Eriomine
Alexeï Lvovitch Eriomine (en russe : Алексей Львович Еремин), né le 27 février 1958 à Bakou, est un médecin russe, scientifique, hygiéniste, il a largement contribué via ces recherches et études scientifiques à la compréhension moderne de la noogenèse, il a défini le concept de l'écologie de l'information (en) et de l'hygiène de l'information,.

## Éducation et qualification
- Diplômé (MD) de l'université médicale d'état du nord-ouest nommé d'après I. I. Mechnikov en 1981.
- Soutenu à l'institut de l'hygiène du travail et des maladies professionnelles de l'académie des sciences médicales de l'URSS pour sa thèse de doctorat (PhD) Estimation du développement du stress émotionnel, en 1990.
- Défendu à l'institut de médecine du travail de l'académie russe des sciences médicales pour sa thèse de doctorat (DrSci) Problème de l'évaluation physiologique-hygiénique des charges d'information pour optimiser le travail intellectuel, en 2014[3].

## Études ayant influencé les disciplines scientifiques largement interprétées

### Hygiène de l'information et écologie de l'information
“En 1995, Alexeï Eriomine a proposé de placer « l'hygiène de l'information » dans une section spéciale de la science, puis en 2005 il a créé une nouvelle discipline scientifique qui a été développée,,. En 1998, Alexei a proposé le concept d'« écologie de l'information (en) » qui est de nos jours, largement utilisé et largement interprété  :

« L'écologie de l'information est une science qui étudie les modèles d'influence de l'information sur la formation et le fonctionnement des bio-systèmes, y compris les individus, les communautés humaines et l'humanité en général, ainsi que sur la santé, le bien-être mental, physique et social. Il élabore aussi des recommandations pour améliorer l'environnement de l'information. »

L'idée d'élargir le rôle de l'information dans les systèmes naturels pour étudier les systèmes humains a été développée par A.L. Eryomin, c'est un modèle général qui peut fournir une relation plus claire entre les fonctions d'information dans les systèmes naturels et humains dans les contextes d'adaptation et d'évolution . Dans les études  A.L. Eryomin a montré un effet négatif durant la période 1991 à 2000 sur l'environnement de l'information et la santé mentale de la population de Russie . Grâce à la réalisation de ses propres recherches, la contribution d'Eryomin au développement de la direction scientifique de « l'écologie de l'information » est maintenant prise en compte par les scientifiques chinois ,,, finlandais , polonais , canadiens  etc., ils se réfèrent à son concept de base.

### Compréhension moderne de laNoogenèse

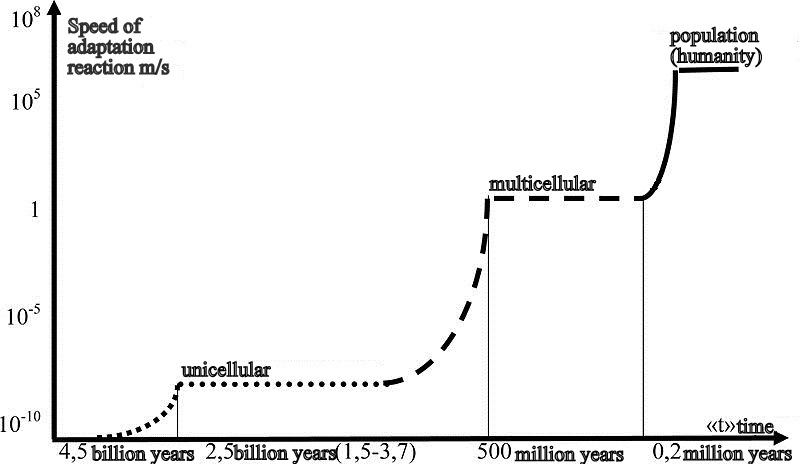
Noogenèse : l'évolution de la vitesse de réaction Dans l'organisme unicellulaire - le taux de mouvement des ions à travers la membrane 10 dans -10 degrés m/s, l'eau à travers la membrane 10 dans -6 degrés m/s, liquide intracellulaire (cytoplasme) 2 ∙ 10 in -5 degrés m/s; À l'intérieur de l'organisme multicellulaire - la vitesse du sang à travers les vaisseaux ~ 0,05 m/s, l'impulsion le long des fibres nerveuses ~ 100 m/s; En population (humanité) - communications: son (voix et audio) ~ 300 km/h, électron quantique ~ 3 ∙ 10 à 8 degrés m/s (la vitesse des ondes radio-électromagnétiques, courant électrique, lumière, optique, télé-communications).

En 2005, Alexeï Eriomine dans la monographie de la Noogenèse et la théorie de l'intelligence a proposé un nouveau concept de la Noogenèse pour comprendre l'évolution des systèmes intellectuels, les concepts de systèmes intellectuels, la logistique de l'information, la vitesse de l'information, l'énergie intellectuelle, potentiel intellectuel, consolidé dans une théorie de l'intelligence qui combine les paramètres biophysiques de l'énergie, la quantité d'information intellectuelle, son accélération (fréquence, vitesse) et la distance qu'il est en cours d'envoi dans une formule. Selon la nouvelle hypothèse, le concept propose de poursuivre l'évolution pronostique progressive de l'espèce Homo sapiens, l'analogie entre le cerveau humain avec l'énorme quantité de cellules neurales tirant en même temps et fonctionne de manière similaire à la société humaine.

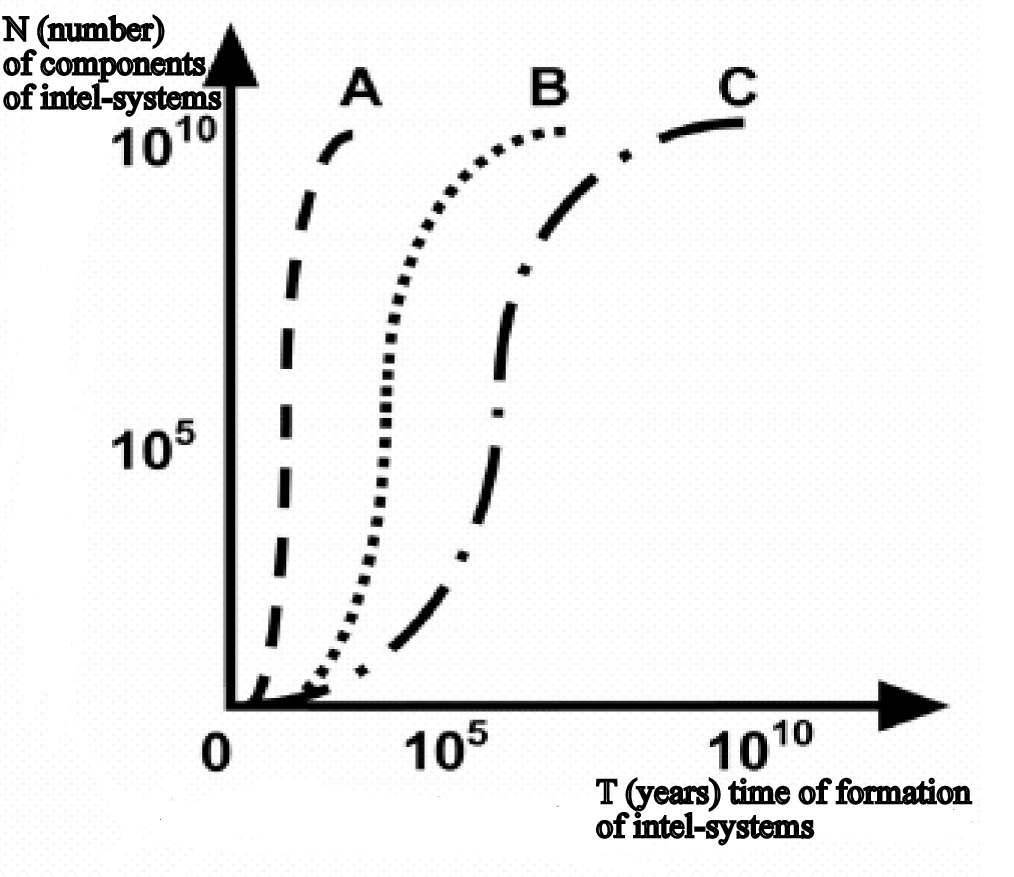
Du nombre d'itérations de composants dans les systèmes intellectuels. A - nombre de neurones dans le cerveau au cours du développement individuel (de l'ontogenèse), B - nombre de personnes (évolution des populations de l'humanité), C - nombre de neurones dans le système nerveux des organismes au cours de l'évolution (phylogenèse).

Une nouvelle compréhension du terme « Noogenèse » comme étant une évolution de l'intelligence a été proposée par Alexeï Eriomine. Une hypothèse basée sur la théorie de la récapitulation l'évolution du cerveau humain au développement de la civilisation humaine. Le parallèle entre le nombre de personnes vivant sur la Terre et la quantité de neurones devient de plus en plus évident, ce qui nous conduit à l'affichage de l'intelligence globale comme une analogie pour le cerveau humain. Toutes les personnes vivant sur cette planète ont sans doute hérité des trésors culturels étonnants du passé, que ce soit la production, le social et l'intellectuel. Nous sommes génétiquement câblé comme une sorte de « RAM en direct » du système intellectuel mondial. Alexei Eryomin suggère que l'humanité se dirige vers un système d'information intellectuel, autonome et unifié. Ses recherches ont montré la probabilité de Super Intelligence qui se rendre compte d'une Intelligence global sur Terre. On pourrait se rapprocher de la compréhension des modèles et des lois les plus profondes de l'Univers si ces types de recherche ont reçu suffisamment d'attention. En outre, la ressemblance entre le développement humain individuel et ceux de toute la race humaine doit être explorée plus en avant si nous voulons faire face à quelques-unes des menaces durant l'avenir.
Par conséquent, en généralisant la synthèse:

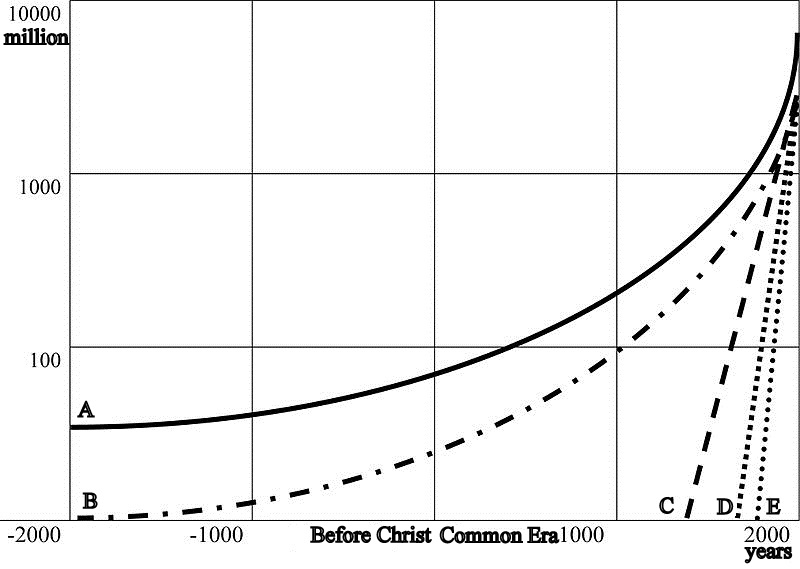
L'émergence et l'évolution des info-interactions au sein des populations de l'humanité : A - Population humaine mondiale → 7 milliards; B - nombre de personnes alphabétisés; C - nombre de livres de lecture (avec le début de l'impression); D - nombre de récepteurs (radio, télévision); E - nombre de téléphones, ordinateurs, utilisateurs d'Internet.

« La Noogenèse est un processus d'expansion dans l'espace et le développement. Noogenèse représente dans le temps (évolution) des systèmes intelligents (matière intelligente) un ensemble naturel, reliés entre eux, caractérisé par une certaine séquence temporelle des transformations structurelles et fonctionnelles de l'ensemble de la hiérarchie et un ensemble de l'interaction entre eux sur les structures de base et sur des processus allant de la formation et la séparation du système rationnel au présent (la phylogenèse des systèmes nerveux des organismes, l'évolution de l'humanité comme un systèmes intelligents autonomes) ou la mort (au cours de l'ontogenèse du cerveau humain). »

### Aspects de l'émergence et l'évolution de l'esprit
L'émergence de l'esprit humain est considéré comme l'un des cinq phénomènes fondamentaux de l'évolution émergente (en). Pour comprendre l'esprit, il est nécessaire de déterminer comment la pensée humaine se distingue des autres êtres pensants. De telles différences incluent la capacité de générer des calculs, de combiner des concepts différents, d'utiliser des symboles mentaux, et de penser abstraitement.  La connaissance du phénomène des systèmes intelligents — l'émergence de la raison (Noogenèse) se résume à :
- L'émergence et l'évolution des « sapiens » (phylogenèse)
- Une conception d'une nouvelle idée (idée, créativité synthèse, l'intuition, la prise de décision, eurêka)
- Développement d'un esprit individuel (ontogenèse)
- Apparence du concept de l’intelligence Global[6].